# Instant Karma: The Amnesty International Campaign to Save Darfur
Instant Karma: The Amnesty International Campaign to Save Darfur é um álbum de tributo a John Lennon. Com as vendas do álbum, os artistas arrecadaram dinheiro para ajudar Darfur, no Sudão, região que vive um conflito armado desde 2003 e foi palco de um genocídio.

## Faixas

### Disco 1
| #  | Título                             | Artista(s)                                       | Produtor(es)                                                     | Tempo |
| -- | ---------------------------------- | ------------------------------------------------ | ---------------------------------------------------------------- | ----- |
| 1  | "Instant Karma!"                   | U2                                               | Tal Herzberg; produção adicional por Larry Mullen Jr. & The Edge | 3:14  |
| 2  | "Number 9 Dream"                   | R.E.M.                                           | David Barbe & R.E.M.                                             | 4:38  |
| 3  | "Mother"                           | Christina Aguilera (feat. Bigelf)                | Linda Perry                                                      | 4:48  |
| 4  | "Give Peace a Chance"              | Aerosmith feat. Sierra Leone's Refugee All Stars | Marti Frederiksen                                                | 4:35  |
| 5  | "Cold Turkey"                      | Lenny Kravitz                                    | Lenny Kravitz                                                    | 4:43  |
| 6  | "Whatever Gets You thru the Night" | Los Lonely Boys                                  | Los Lonely Boys                                                  | 3:35  |
| 7  | "I'm Losing You"                   | Corinne Bailey Rae                               | Steve Chrisanthou                                                | 4:01  |
| 8  | "Gimme Some Truth"                 | Jakob Dylan feat. Dhani Harrison                 | Tony Berg                                                        | 3:53  |
| 9  | "Oh, My Love"                      | Jackson Browne                                   | Jackson Browne                                                   | 2:39  |
| 10 | "Imagine"                          | Avril Lavigne                                    | Butch Walker                                                     | 3:12  |
| 11 | "Nobody Told Me"                   | Big & Rich                                       | Adam Shoenfeld                                                   | 3:30  |
| 12 | "Jealous Guy"                      | Youssou N'Dour                                   | Prince N'Dour                                                    | 3:59  |

### Disco 2
| #  | Título                        | Artista(s)                            | Produtor(es)                                     | Tempo |
| -- | ----------------------------- | ------------------------------------- | ------------------------------------------------ | ----- |
| 1  | "Working Class Hero"          | Green Day                             | Samuel Bayer                                     | 4:24  |
| 2  | "Power to the People"         | Black Eyed Peas                       | Will.I.Am                                        | 3:35  |
| 3  | "Imagine"                     | Jack Johnson                          | Jack Johnson & Robert Carranza                   | 3:40  |
| 4  | "Beautiful Boy (Darling Boy)" | Ben Harper                            | Ben Harper                                       | 3:48  |
| 5  | "Isolation"                   | Snow Patrol                           | Garrett "Jacknife" Lee                           | 2:36  |
| 6  | "Watching the Wheels"         | Matisyahu                             | David Kahne                                      | 3:19  |
| 7  | "Grow Old with Me"            | The Postal Service                    | Jimmy Tamborello & Benjamin Gibbard              | 2:30  |
| 8  | "Gimme Some Truth"            | Jaguares                              | Saúl Hernández, Alfonso André & Adrian Belew     | 3:08  |
| 9  | "(Just Like) Starting Over"   | The Flaming Lips                      | The Flaming Lips                                 | 3:36  |
| 10 | "God"                         | Jack's Mannequin feat. Mick Fleetwood | Jim Writ, Andrew McMahon & Robert "Raw" Anderson | 4:20  |
| 11 | "Real Love"                   | Regina Spektor                        | Regina Spektor & Joe Mendelson                   | 3:57  |

## iTunes Digital Bonus Tracks
| #  | Título                  | Artista(s)          | Tempo |
| -- | ----------------------- | ------------------- | ----- |
| 1  | "Instant Karma!"        | Duran Duran         | 3:56  |
| 2  | "Jealous Guy"           | Deftones            | 4:07  |
| 3  | "Mind Games"            | Gavin Rossdale      | 4:13  |
| 4  | "Oh, My Love"           | Yellowcard          | 3:20  |
| 5  | "Crippled Inside"       | Widespread Panic    | 4:06  |
| 6  | "Borrowed Time"         | O.A.R.              | 5:55  |
| 7  | "Woman"                 | Ben Jelen           | 3:41  |
| 8  | "Imagine"               | Meshell Ndegeocello | 3:16  |
| 9  | "Well Well Well"        | Rocky Dawuni        | 5:00  |
| 10 | "Mother"                | Emmanuel Jal        | 6:03  |
| 11 | "I Don't Wanna Face It" | The Fab Faux        | 2:49  |

Todas as canções são de autoria de John Lennon, exceto "Oh, My Love" e "Happy Xmas (War Is Over)" que é de Lennon/Yoko Ono.

## Versão Internacional

### Disco um
| #  | Título                | Artistas(s)                                      | Produtor(es)                                                     | Tempo |
| -- | --------------------- | ------------------------------------------------ | ---------------------------------------------------------------- | ----- |
| 1  | "Instant Karma!"      | U2                                               | Tal Herzberg; produção adicional por Larry Mullen Jr. & The Edge | 3:14  |
| 2  | "Number 9 Dream"      | R.E.M.                                           | David Barbe & R.E.M.                                             | 4:38  |
| 3  | "Mother"              | Christina Aguilera (feat. Bigelf)                | Linda Perry                                                      | 4:48  |
| 4  | "Give Peace a Chance" | Aerosmith feat. Sierra Leone's Refugee All Stars | Marti Frederiksen                                                | 4:35  |
| 5  | "Cold Turkey"         | Lenny Kravitz                                    | Lenny Kravitz                                                    | 4:43  |
| 6  | "Love"                | The Cure                                         | The Cure                                                         | 3:16  |
| 7  | "I'm Losing You"      | Corinne Bailey Rae                               | Steve Chrisanthou                                                | 4:01  |
| 8  | "Gimme Some Truth"    | Jakob Dylan feat. Dhani Harrison                 | Tony Berg                                                        | 3:53  |
| 9  | "Oh, My Love"         | Jackson Browne                                   | Jackson Browne                                                   | 2:39  |
| 10 | "One Day At A Time"   | The Raveonettes                                  | Richard Gottehrer                                                | 3:22  |
| 11 | "Imagine"             | Avril Lavigne                                    | Butch Walker                                                     | 3:12  |
| 12 | "Nobody Told Me"      | Big & Rich                                       | Adam Shoenfeld                                                   | 3:30  |
| 13 | "Mind Games"          | Eskimo Joe                                       | Matt Lovell, Eskimo Joe                                          | 4:04  |
| 14 | "Jealous Guy"         | Youssou N'Dour                                   | Prince N'Dour                                                    | 3:59  |

### Disco dois
| #  | Título                      | Artista(s)                            | Produtor(es)                                      | Tempo |
| -- | --------------------------- | ------------------------------------- | ------------------------------------------------- | ----- |
| 1  | "Working Class Hero"        | Green Day                             | Green Day                                         | 4:24  |
| 2  | "Power to the People"       | Black Eyed Peas                       | Will.I.Am                                         | 3:35  |
| 3  | "Imagine"                   | Jack Johnson                          | Jack Johnson & Robert Carranza                    | 3:40  |
| 4  | "Beautiful Boy"             | Ben Harper                            | Ben Harper                                        | 3:48  |
| 5  | "Isolation"                 | Snow Patrol                           | Garrett "Jacknife" Lee                            | 2:36  |
| 6  | "Watching the Wheels"       | Matisyahu                             | David Kahne                                       | 3:19  |
| 7  | "Grow Old With Me"          | The Postal Service                    | Jimmy Tamborello & Ben Gibbard                    | 2:30  |
| 8  | "Gimme Some Truth"          | Jaguares                              | Saúl Hernández, Alfonso André & Adrian Belew      | 3:08  |
| 9  | "(Just Like) Starting Over" | The Flaming Lips                      | The Flaming Lips                                  | 3:36  |
| 10 | "God"                       | Jack's Mannequin feat. Mick Fleetwood | Jim Writ, Andrew McMahon & Robert "Raw" Anderson  | 4:20  |
| 11 | "Instant Karma!"            | Duran Duran                           | Duran Duran & Paul Logus                          | 3:55  |
| 12 | "#9 Dream"                  | a-ha                                  | a-ha                                              | 4:06  |
| 13 | "Instant Karma!"            | Tokio Hotel                           | Dave Roth, Peter Hoffman, Pat Benzer & David Jost | 3:09  |
| 14 | "Real Love"                 | Regina Spektor                        | Regina Spektor & Joe Mendelson                    | 3:57  |

## Outros covers
Mais de 50 artistas tem participado de "Instant Karma" e da campanha "Make Some Noise" pelo mundo. Os covers estão disponíveis para download no website internacional de Make Some Noise.
Os covers incluídos (em ordem de data de lançamento):
- "#9 Dream" - A-ha
- "Love" - The Cure
- "Happy Xmas (War is Over)" - Maroon 5
- "Jealous Guy" - k-os
- "Instant Karma!" - Tokio Hotel
- "Working Class Hero" - Racoon
- "Mind Games" - MIA
- "Power to the People" - DJ Emjay & the Atari Babies
- "Hold On" - DobaCaracol
- "Oh Yoko!" - Barenaked Ladies
- "Instant Karma!" - The Sheer
- "Whatever Gets You thru the Night" - Les Trois Accords
- "Give Peace a Chance" - Puppetmastaz feat. Angie Reed
- "Watching the Wheels" - David Usher
- "Instant Karma!" - The Waking Eyes
- "Look at Me" - Finger Eleven
- "Love" - Audrey De Montigny
- "Imagine" - AfroReggae
- "One Day at a Time" - The Raveonettes